# Dag Terje Andersen
Dag Terje Andersen (født 27. maj 1957 i Frogn i Akershus) er en norsk politiker (Ap) og var minister for Arbejde og Social Inklusion 20. juni 2008-2.oktober 2009. Han var fungerende Kyst- og Fiskeriminister 16. november 2006–9. april 2007 og Minister for Handel og Industri 29. september 2006–20. juni 2008. Han blev første gang valgt til Stortinget fra Vestfold i 1997, og blev på ny valgt i 2005, 2009 og 2013. Han var i perioden 2009-2013 Stortingspræsident.